# Dum Dum Diddle
"Dum Dum Diddle" é uma canção gravada pelo grupo pop sueco ABBA lançada no álbum Arrival em 1976. "Dum Dum Diddle" foi escrita originalmente por Benny Andersson e Björn Ulvaeus. As gravações da canção foram iniciadas em 19 de julho de 1976, enquanto Agnetha Fältskog e Anni-Frid Lyngstad são as vocalistas principais.
"Dum Dum Diddle" foi performizada pelo ABBA em 19 de setembro de 1976 no especial de TV, ABBA-dabba-dooo!!. Em 1977, foi lançada com single na Argentina, sendo o lado B, a canção "Tiger", também do álbum Arrival. De acordo com Carl Magnus Palm, "Tiger" e "Dum Dum Diddle" podem ser chamadas de opostos diretos. Enquanto a faixa anterior tem um som de rock, a última é "muito leve".
Björn Ulvaeus, estava profundamente insatisfeito com o resultado de seu trabalho, explicando que as palavras foram escritas no início da manhã, sendo assim não tão bom quanto ele poderia ter esperado. Em sua vez, Lyngstad descreve a faixa como "boba".